# Montlaur (Aude)
Montlaur is een plaats en voormalige gemeente in het Franse departement Aude, in het zuiden van Frankrijk. De gemeente ligt op 210 m hoogte en beslaat een oppervlakte van 3392 ha.
Ze ligt op 24 km van Carcassonne en 16 km van Lagrasse. De gemeente had in 1999 een inwonertal van 522.
Deze landelijke gemeente ligt in de streek Corbières in het Val de Dagne in een mooie vallei aan de voet van de bergketen Montagne d'Alaric. Het is een echte wijnbouwgemeente met nog tal van kleine productiehuizen. 

## Geschiedenis
Het dorp bestaat zeker sinds de achtste eeuw en was het terrein van veldslagen tussen Karel de Grote en de Saracenen. Van de plek van een van die veldslagen (de "Mont des Lauriers") is de naam van het dorp afgeleid.
Van de versterkte burcht die gebouwd werd in de 12e eeuw resten momenteel enkel nog de vestingen.
Tijdens de woelige tijd van de Katharen werd Montlaur in 1210 door Simon de Montfort ingenomen, die het gebied doorgaf aan een leenheer, die het op zijn beurt doorgaf aan de Franse koning. In 1283 verkocht ridder Simon de Melun zijn eigendommen aan de abdij van Lagrasse, die dit gebied gebruikte tot de Franse Revolutie.
Montlaur is op 1 januari 2019 gefuseerd met de gemeente Pradelles-en-Val tot de gemeente Val-de-Dagne. 

## Demografie
Onderstaande figuur toont het verloop van het inwonertal (bron: INSEE-tellingen).

Vanwege een beveiligingsprobleem met de MediaWiki Graph-software is het momenteel niet mogelijk deze grafiek weer te geven. Zodra de software is bijgewerkt zal de grafiek vanzelf weer zichtbaar worden.

## Toerisme
In het dorp bevinden zich een park, horend bij een 19e-eeuws kasteel, de sporen van de middeleeuwse burcht en twee originele windmolens.